# Ace Bailey (basket-ball)
Airious « Ace » Bailey, né le 13 août 2006 à Chattanooga dans le Tennessee, est un joueur américain de basket-ball évoluant au poste d'ailier.

## Biographie

### NBA
Bailey est sélectionné en cinquième position par le Jazz de l'Utah lors de la draft 2025 de la NBA.

## Statistiques

### Universitaires
| Saison    | Équipe  | Matchs | Titul. | Min./m | % Tir | % 3pts | % LF | Rbds/m. | Pass/m. | Int/m. | Ctr/m. | Pts/m. |
| --------- | ------- | ------ | ------ | ------ | ----- | ------ | ---- | ------- | ------- | ------ | ------ | ------ |
| 2024-2025 | Rutgers | 30     | 30     | 33.3   | .460  | .346   | .692 | 7.2     | 1.3     | 1.0    | 1.3    | 17.6   |

## Palmarès et distinctions individuelles

### Universitaires
- Third-team All-Big Ten (2025)
- Big Ten All-Freshman Team (2025)

### Autres
- McDonald's All-American (2024)
- Jordan Brand Classic (2024)
- Nike Hoop Summit (2024)
- Mr. Georgia Basketball (2024)